# Armando Sardi
Armando Sardi (Monza, Reino de Italia; 15 de septiembre de 1940-22 de diciembre de 2023) fue un atleta italiano especialista en la carrera de velocidad.

## Carrera

### Juegos Olímpicos
Participó en dos eventos en los Juegos Olímpicos de Roma 1960:
| Año  | Competición      | Sede | Posición | Evento                | Tiempo |
| ---- | ---------------- | ---- | -------- | --------------------- | ------ |
| 1960 | Juegos Olímpicos | Roma | 4°       | Relevo 4 x 100 metros | 40.33  |
| 1960 | Juegos Olímpicos | Roma | Serie    | 200 metros            | 21.6   |

### Juegos Mediterráneos
Participó en los Juegos Mediterráneos de 1963 en Nápoles donde ganó la medalla de oro en el evento de relevo 4 x 100 metros y la medalla de plata en los 200 metros.

### Torneos Nacionales
Durante el dominio de Livio Berruti logró ser campeón nacional en los 200 metros en 1963.